# ألفارو بينيا
ألفارو بينيا (بالإسبانية: Álvaro Peña) (مواليد 11 فبراير 1965) هو لاعب كرة قدم. يلعب مع منتخب بوليفيا لكرة القدم. سبق له أن لعب في كأس العالم لكرة القدم مع منتخب بلاده.

## روابط خارجية
- ألفارو بينيا على موقع الاتحاد الدولي (مؤرشف)  (الإنجليزية)
- ألفارو بينيا على موقع قاعدة بيانات كرة القدم.إي يو (الإنجليزية)
- ألفارو بينيا على موقع ناشيونال فوتبول تيمز (الإنجليزية)
- ألفارو بينيا على موقع Soccerway.com (الإنجليزية)
- ألفارو بينيا على موقع عالم كرة القدم.نت (الإنجليزية)